# Mezilaurus mahuba
Mezilaurus mahuba là loài thực vật có hoa trong họ Nguyệt quế. Loài này được (A. Samp.) van der Werff miêu tả khoa học đầu tiên năm 1987.